# Lake Lyell
Der Lake Lyell ist ein Stausee südwestlich von Lithgow im Osten des australischen Bundesstaates New South Wales an den Osthängen der Great Dividing Range. Der See wird vom Coxs River gespeist und dient der Energiegewinnung für den Großraum Sydney durch Delta Electricity.
Der See ist über die Straße von Old Bowenfels nach Tarana erreichbar, die an seiner Südseite vorbeiführt. Von ihr führt eine Stichstraße zum Campingplatz am Ostufer. Von Westen her ist der Lake Lyell über eine Stichstraße von Rydal aus erschlossen. Im Nordosten, Richtung Lithgow, befindet sich der Mount Walker.